# Pleolophus astrictus
Pleolophus astrictus là một loài tò vò trong họ Ichneumonidae.